# Habitatge al carrer de Sant Antoni, 29-33 (Sant Feliu de Guíxols)
L'Habitatge al carrer Sant Antoni, 29-33 és una obra racionalista de Sant Feliu de Guíxols (Baix Empordà) inclosa a l'Inventari del Patrimoni Arquitectònic de Catalunya.

## Descripció
Situat a la cantonada entre els carrers de Sant Antoni i Verdaguer, consta de planta baixa i un pis, amb accés pel carrer de Sant Antoni; la resta de la planta baixa és ocupada per botigues. L'edifici mostra un predomini de l'horitzontalitat i de les línies rectes, que serveixen de contrapunt al volum arrodonit de la cantonada. L'horitzontalitat és ressaltada així mateix per cornises i ampits que ordenen el ritme de les obertures. El coronament és amb cornisa i barana de terrat.

## Història
L'obra, bastida durant la primera meitat del segle xx, es pot inscriure dintre del corrent racionalista.